# 岭大医院站
嶺大醫院站（：／ Yeongdae-byeongwon yeok */?）是大邱地鐵1號線沿線的一座地下車站，位於韓國大邱廣域市南區大明洞，韓語副站名為「嶺南理工大學」（영남이공대학교）。

## 車站結構
站體為2面2線側式月台的地下車站，候車月台設有月台幕門，並有3處出口。

### 月台配置
| 顯忠路 ↑ |
| \| 上    |
| ↓ 教大   |

| 月台 | 路線               | 目的地                         |
| ---- | ------------------ | ------------------------------ |
| 上行 | ●大邱都市铁道1号线 | 西部客運站、上仁、舌化椧谷方向 |
| 下行 | ●大邱都市铁道1号线 | 半月堂、中央路、安心方向       |

## 歷史
- 1997年11月26日：開通啟用。

## 車站周邊
- 明德市場
- 大邱高校
- 大明5洞治安中心
- 大邱南部警察署
- 大邱銀行大明洞分行
- 韩亚银行鳳德洞分行
- 嶺南理工大學（朝鲜语：영남이공대학교）
- 嶺南大學附設醫院（朝鲜语：영남대학교병원）

## 圖片

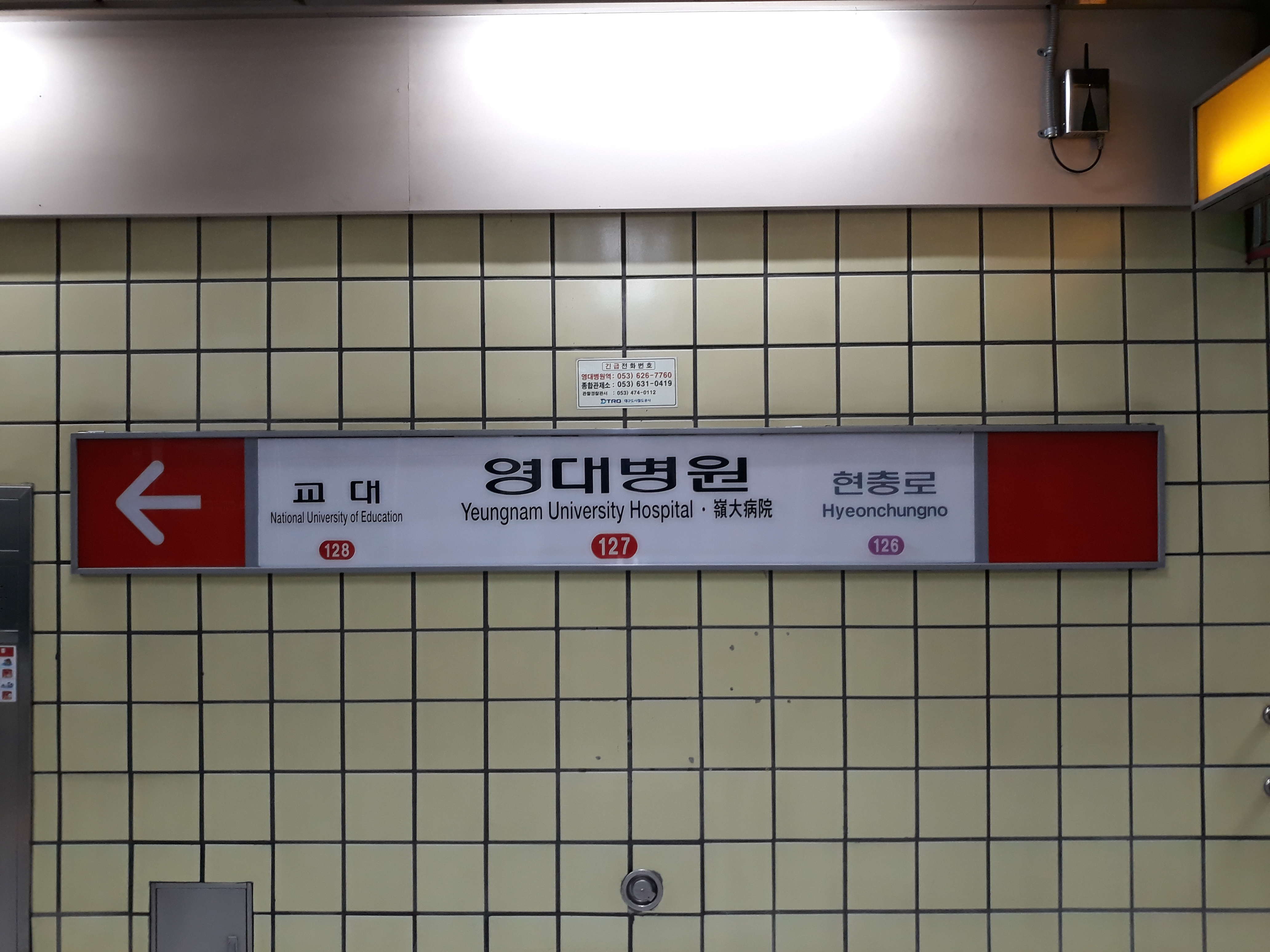
站名牌
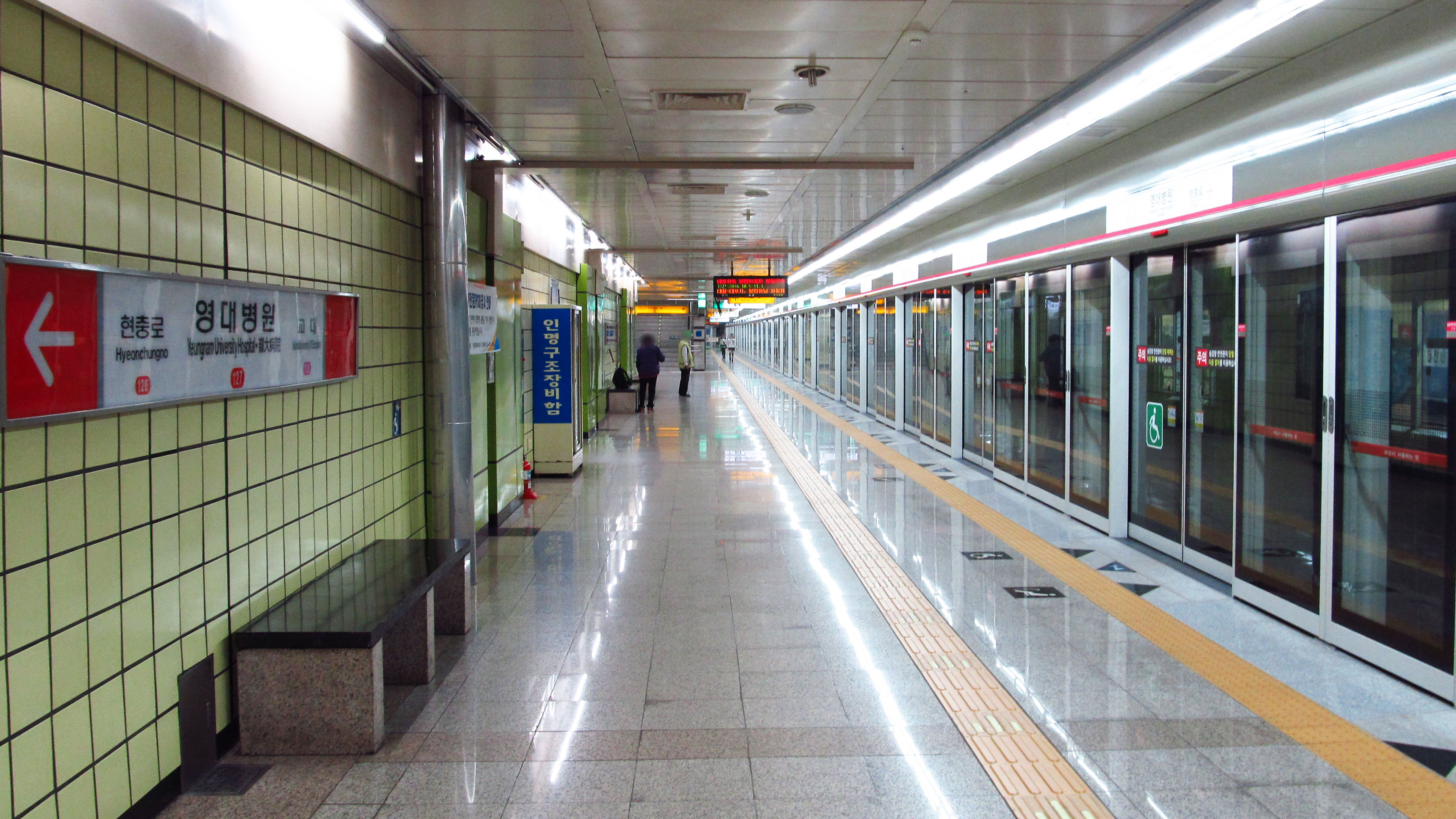
候車月台
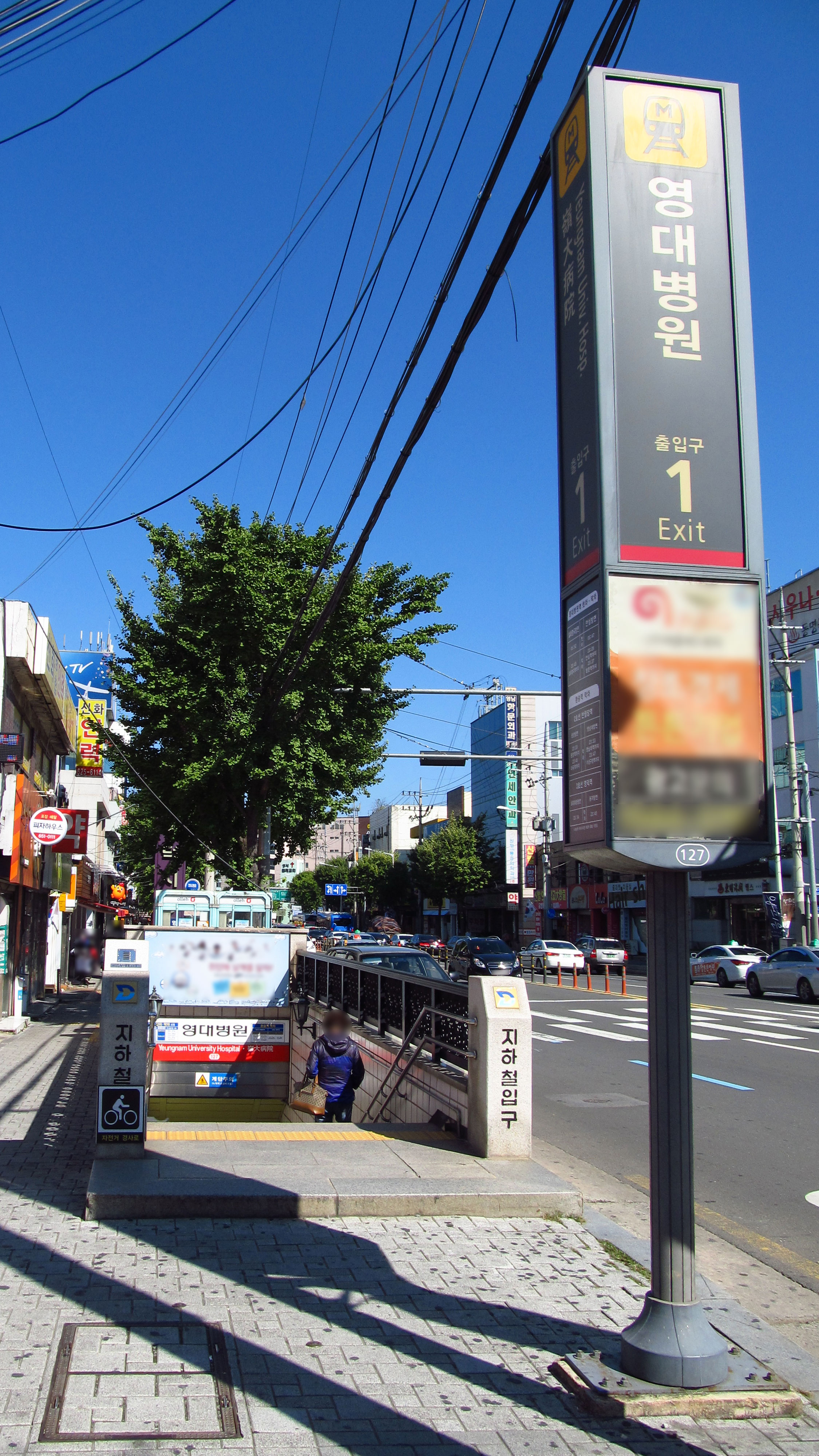
1號出口
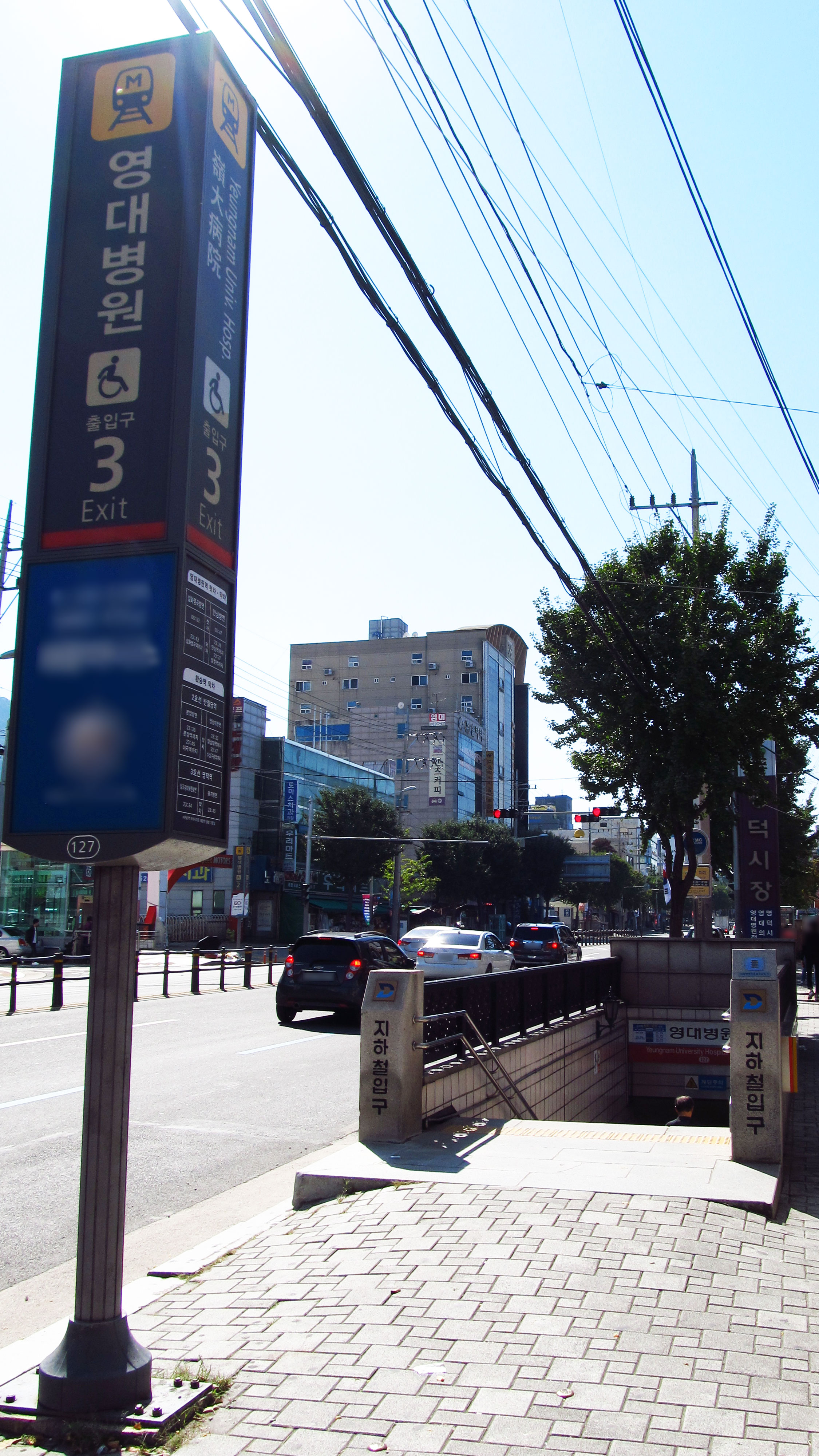
3號出口

## 相鄰車站
大邱都市鐵道公社
●大邱都市铁道1号线
顯忠路（126）－嶺大醫院（127）－教大（128）